# Qartayannat al-Halfa

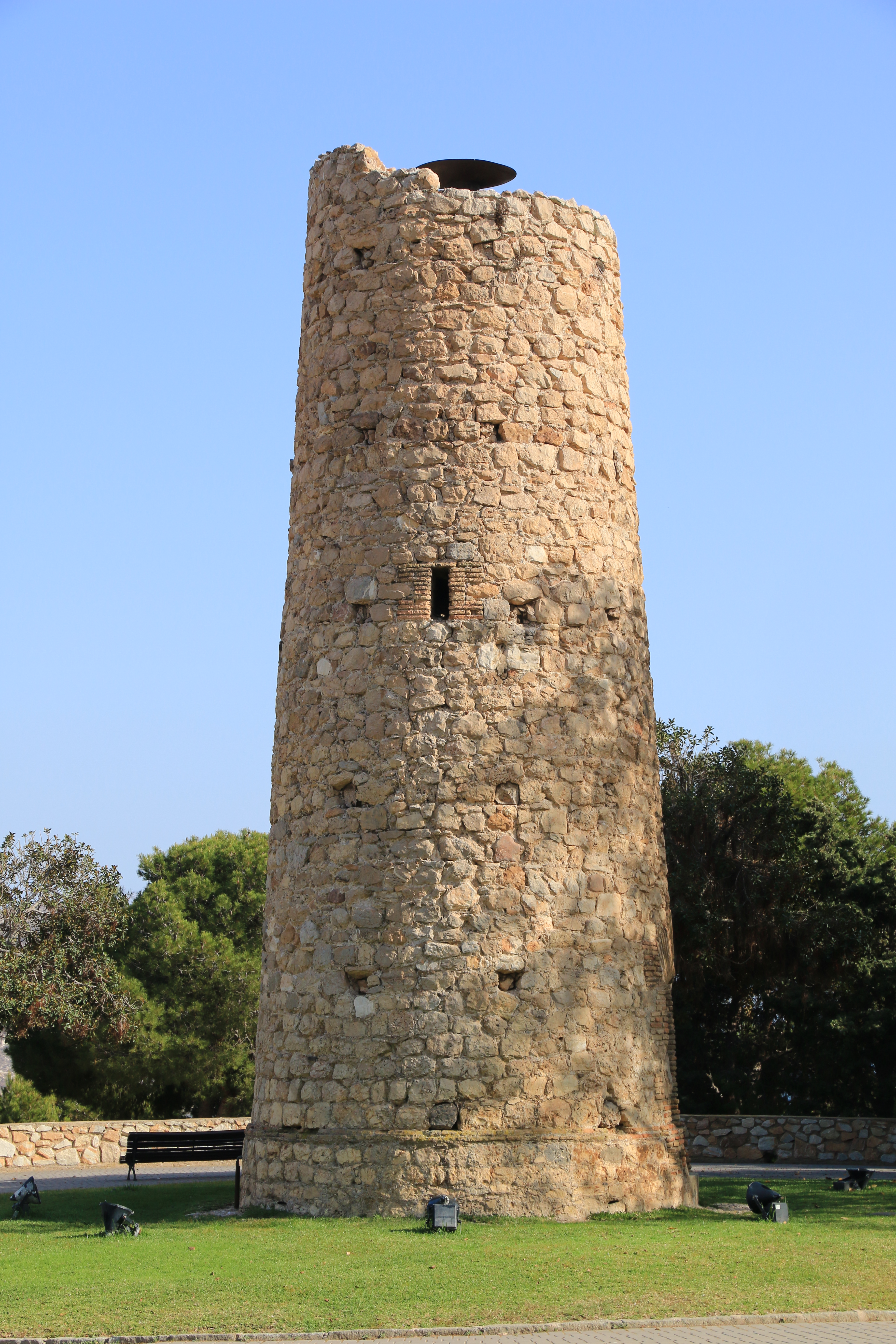
La linterna del parque Torres.

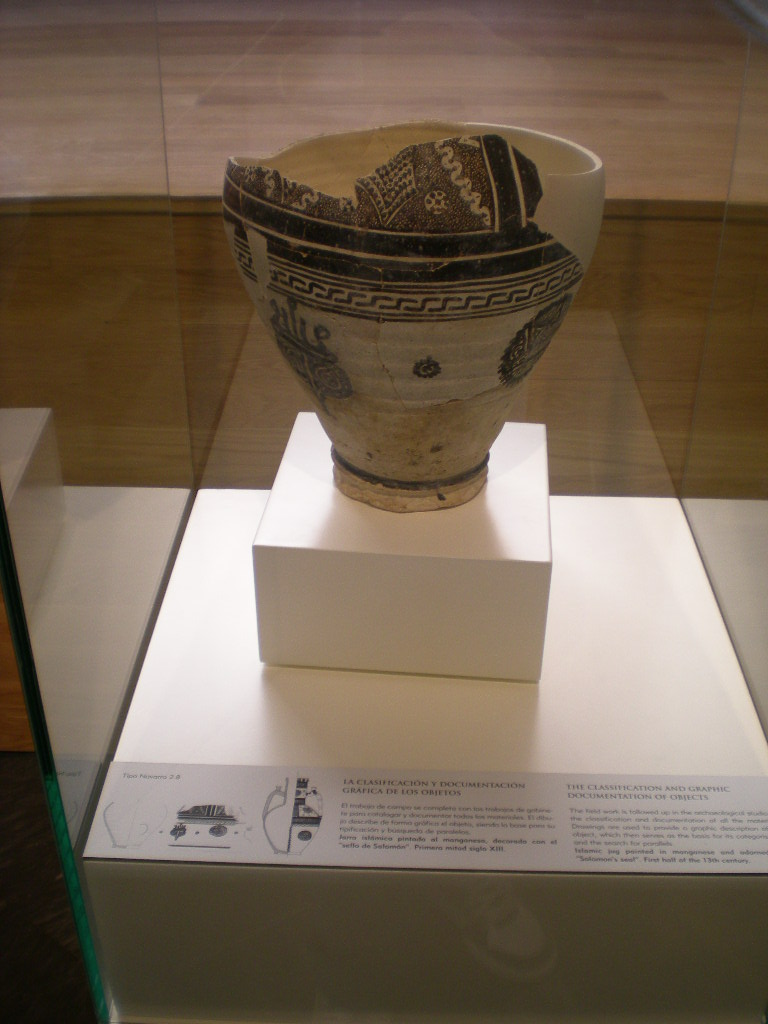
Jarra pintada al manganeso.

Qartayanna o Qartayannat al-Halfa fue la denominación que recibió la ciudad española de Cartagena durante el período de dominación musulmana de la península ibérica, desde los años de la invasión en el siglo VIII a la conquista castellana en 1245.

## Etimología
El topónimo Qartayannat (árabe: قرطجانة, Qarṭaǧānatu) deriva de la denominación latina Carthago Nova, a través de una forma tardía del acusativo Carthaginem. El epíteto al-Halfa («la del esparto») hace referencia al trabajo del esparto que se realizaba en la ciudad, ya destacado por los bizantinos al llamarla Carthago Spartaria, y servía además para distinguirla de otras poblaciones con el mismo nombre como Qartayannat al-Yazira (Carteia, San Roque) y Qartayannat Ifriqiya (Cartago).

## Historia
Durante mucho tiempo se había pensado que durante la etapa andalusí, Cartagena había quedado reducida a una minúscula aldea de pescadores. Sin embargo, numerosas referencias literarias en fuentes árabes y las últimas excavaciones arqueológicas están cambiando esta visión sobre la Cartagena árabe.
La descripción tradicional de la Cartagena islámica como casi un despoblado se fundamenta en su exclusión de la lista de ciudades sujetas al Pacto de Tudmir de 713, que ha sido justificada por los estudiosos aludiendo a una irrelevancia respecto a otros núcleos urbanos, a que ya hubiera sido conquistada por las armas o a que formara parte de los dominios de la monarquía visigoda y no del duque Teodomiro. Con todo, parece que Cartagena quedó de alguna forma integrada en las dependencias del duque, como demuestra el viaje que éste realizó hasta Damasco para reclamar ante el califa Hisham a causa de la injerencia del valí Abd al-Malik ibn Qatan, que en 733 había ocupado Qartayannat por la fuerza. La sentencia del califa obligó no sólo a la retirada de Abd al-Malik, sino que además significó su destitución y encarcelamiento. En cuanto al tratado de 713, la fecha del final de su vigencia es objeto de debate entre los investigadores, pero es generalmente aceptado que hacia finales del siglo VIII había dejado de tener validez.
Parece que a partir del siglo X, periodo en el que el historiador eclesiástico Enrique Flórez recoge en su España sagrada la existencia de un obispo católico llamado Juan, la ciudad experimentó una lenta recuperación favorecida por la incipiente pujanza mercantil de la vecina Mursiyya (fundada circa 825) y la actividad militar de las atarazanas durante el Emirato, gracias a la cual pudo contar con una mezquita y una alcazaba fortificada sobre el actual cerro de la Concepción. En este sentido, son varios los geógrafos y viajeros que dan testimonio de la revitalización de la villa, como Ibn Hawqal, al-Udri o al-Idrisi, quien relata:

Cartagena es el fondeadero obligado de la ciudad de Murcia. Es una ciudad antigua que data de tiempos remotos. Su puerto sirve de refugio para los navíos grandes y pequeños, es [una ciudad] atractiva y llena de recursos.
Al-Idrisi, Kitab Ruyar.

A los vestigios materiales ya conocidos, como la linterna del parque Torres o la maqabriya (lápida prismática) tunecina del Museo Arqueológico Municipal, se han sumado en los últimos tiempos los restos de viviendas del siglo XII que aparecieron en las excavaciones del teatro romano, y diversos enterramientos se han encontrado en las actuales calles Cuatro Santos, Jara y Soledad, bajo las que se ubicaba la maqbara. Se tiene asimismo constancia documental y numismática de una ceca de plata operativa en época almohade, pero en cuanto a la hipotética existencia de población hebrea en la ciudad, un estudio de los fondos documentales castellanos preservados en la Región de Murcia por parte de Ayaso Martínez (1997) fue incapaz de localizar referencias específicas a judíos con anterioridad a 1257, sin que sea posible siquiera certificar si se trataba de personas atraídas por las políticas alfonsíes de repoblación o ya residentes desde el periodo islámico.
El siglo XIII vio el nacimiento en Cartagena de Hazim al-Qartayanni (1211-1284), autor de la Qasida al-Maqsura, una de las obras magnas de la poesía árabe andalusí, así como la caída de la ciudad en manos cristianas. En 1243, el emir Ibn Hud al-Dawla había aceptado con el Tratado de Alcaraz la rendición de vasallaje de la Taifa de Murcia a la Corona de Castilla, pacto que no fue reconocido por el arráez de Qartayannat. Ante esta insumisión, el infante Alfonso de Castilla ordenó, en nombre de su padre el rey Fernando III, el asedio de la plaza por tropas terrestres y una flota cántabra al mando del almirante Roy García de Santander. La ciudad fue tomada en la primavera de 1245 y, al quedar fuera del tratado, se le concedió el Fuero de Córdoba.
En los años siguientes, la población musulmana nativa, conocida ahora como mudéjar, comenzó una constante emigración hacia el reino nazarí de Granada o el Magreb, al tiempo que el aporte demográfico cristiano no despegaba debido a la inseguridad producida por la exposición ante la piratería berberisca desde el mar y las razias granadinas desde tierra. En 1264 estalló en Cartagena una insurrección mudéjar simultánea a las del resto del reino, controladas dos años después por tropas aragonesas y castellanas, que significaría el éxodo definitivo de los hispanoárabes de la ciudad.